# 日本國鐵DB10型柴油機車
DB10型柴油机车（日语：DB10形ディーゼル機関車）是日本铁路的第一代柴油机车车型之一，也是日本第一种自主研发的国产柴油机车，由川崎重工业、日本車輛製造、日立製作所于1932年（昭和7年）研制成功，该型机车仅试制了八台，并未投入批量生产。

## 历史
1929年至1930年间，作为第一次世界大战结束后的赔偿，日本铁道省从德国先后引进了两台柴油机车。两种机车的柴油机装车功率均为600马力（441千瓦），但采用了各异的传动方式，以作比较。其中一台机车由克虏伯公司制造，采用机械传动方式，称为DC10型柴油机车；而另一台机车由埃斯林根机械制造厂制造，采用电力传动方式，称为DC11型柴油机车。这两种机车为日本学习柴油机车技术提供了具体范例。
1931年，川崎重工业、日本車輛製造、日立製作所合作研制了DB10型柴油机车。该型机车是轻型二轴调车机车，司机室位于车体中部，前后两端为机械室。机车的动力装置为一台由池贝制作所或神户制钢所生产的四气缸、直列式四冲程柴油机，气缸直径为120毫米，活塞行程为180毫米，额定输出功率为50马力，额定转速为每分钟1000转。机车采用机械式变速装置，机车设有一台具有四个排挡的变速箱，以将柴油机输出的扭矩传递给主动轴，并通过连杆机构将扭矩传递到第二对动轮。制动装置采用鼓式制动器。
1931年至1932年间，共生产了8台DB10型柴油机车，分别配属到东京、大阪、名古屋和门司铁道局，主要担当车站内的调车作业任务；至1938年进入封存状态，并于1943年报废。

## 参看
- DC10型柴油机车
- DC11型柴油机车
- DD10型柴油机车